# Szigi Kutuku
Szigi Kutuku – dostojnik mongolski pochodzenia tatarskiego, przybrany syn Höelün. Od 1206 zwierzchnik sądownictwa imperium mongolskiego.

## Życiorys

### Młodość
W trakcie pierwszych walk Czyngis-chana z Tatarami, prawdopodobnie w latach 80. XII wieku, został odnaleziony w zdobytym przez Mongołów tatarskim obozie w Naratu Szitü’en. Miał on wówczas przetkniętą przez nos złotą obrączkę, był odziany w kubraczek podbity sobolem i adamaszkiem, stąd Mongołowie uznali go za szlachetnie urodzonego. Został oddany na wychowanie matce Temudżina – Höelün. Ona nadała mu imię, pierwotnie w zdrobniałej formie – Szigiken Kutuku. Był wiernym towarzyszem Czyngis-chana w trakcie wszystkich prowadzonych przez niego wojen i choć jego działalność, od czasu adopcji przez Höelün do Wielkiego kurułtaju w 1206 roku, nie jest znana, to prawdopodobnie miał znaczne zasługi, gdyż na kurułtaju, jako pierwszy z dostojników Imperium, zwrócił się do chana o nagrodę i uzyskał ją.

### Stanowisko uzyskane na Wielkim kurułtaju
Została mu wówczas przyznana najwyższa władza sądowa. Miał też dokonać podziału podbitych w przyszłości ludów, na części należne poszczególnym członkom rodziny Czyngis-chana, przy czym nie jest jasne czy rzeczywiście odegrał jakąś rolę przy tym podziale. Wszystkie swoje decyzje, zarówno wyroki sądowe, jak i zasady podziału ludów, miał zapisywać w Błękitnej księdze od chwili zapisania, decyzji tych nie można było zmienić. Został też zwolniony z kary za 9 przestępstw jakie mógłby w przyszłości popełnić. Poza tymi przywilejami poprosił o władzę nad ludnością miast otoczonych ziemnym wałem, na co chan miał odpowiedzieć: Ty sam o tym zdecyduj. Wzmianka o Błękitnej księdze jest pierwszym świadectwem używania pisma wśród Mongołów, stąd Szigi Kutuku często bywa uznawany za pierwszego wykształconego obywatela Imperium.

### Dalsza kariera
W czasie kampanii chińskiej w 1215 roku, był jednym z trzech komisarzy mających oszacować majątek w opuszczonym przez Dżurdżenów, Pekinie. Szigi jako jedyny nie dał się przekupić i doniósł o korupcji pozostałych urzędników chanowi. Ten miał go wówczas poprosić by został Okiem które będzie dla mnie widziało i moim uchem, które będzie dla mnie słyszało. Podczas wojny z Imperium Chorezmijskim w 1221 roku dowodził 30 tysięczną armią wysłaną na terytorium dzisiejszego Afganistanu przeciw Dżalal ad-Dinowi. Został przez niego pokonany w dwudniowej bitwie pod Perwanem. Za rządów Ugedeja cieszył się wielkim szacunkiem z racji swego wykształcenia i dawnych zasług. W ówczesnym ceremoniale dworskim zajmował miejsce wyższe niż synowie chana.